# عز (اسم)
عز هو اسم علم مذكر من أصل عربي، ومعناه هو الشرف الكرم العظمة.

## شخصيات تحمل الاسم
- عز الدين أمان الله (لاعب كرة قدم مغربي، 7 أبريل 1956[3] – )
- عز الدين اجاب (درّاج طريق جزائري، 18 سبتمبر 1986 – )
- عز الدين العراقي (سياسي مغربي، 1 مايو 1929 – 1 فبراير 2010)
- عز الدين القسام (عالمٌ مُسلم ومُجاهد ضدَّ الانتدابين الفرنسي والبريطاني على الشَّام، 20 نوفمبر 1882 – 20 نوفمبر 1935)
- عز الدين باش شاوش (مؤرخ فرنسي، 18 أبريل 1938[4] – )
- عز الدين دوخة (لاعب كرة قدم جزائري، 5 أغسطس 1986[5] – )
- عز الدين ذو الفقار (ممثل مصري، 28 أكتوبر 1919 – 1 يوليو 1963)
- عز الدين سليم (رئيس سابق لمجلس الحكم الانتقالي العراقي، 1943[6] – 17 مايو 2004)
- عز الدين علية (مصمم أزياء تونسي.، 26 فبراير 1935 – 18 نوفمبر 2017)
- عز الدين مسعود الأول ( – 30 أغسطس 1193)
- عز الدين المناصرة (شاعر وناقد أدبي فلسطيني،11 أبريل 1946 – 5 أبريل 2021)

## وصلات خارجية
- موسوعة السلطان قابوس لأسماء العرب نسخة محفوظة 5 أبريل 2019 على موقع واي باك مشين.